# Галка (приток Каквы)
Галка — река в России, протекает по территории Карпинского городского округа Свердловской области. Образуется при слиянии Большой и Малой Галки. Устье реки находится в 84 км по правому берегу реки Каквы. Длина реки составляет 15 км, площадь водосборного бассейна — 45,8.
Напротив устья на левом берегу Каквы до 1976 располагался посёлок Галка, основанный в 1928—1932 годах ссыльными — спецпереселенцами из южных районов СССР.
В нижнем течении реки находится месторождение медно-цинковых, цинковых и золотосульфидных руд, оценка запасов которого была проведена в 2007 году. Начало разработки месторождения запланировано на конец 2024 года, добыча руды — 2025—2030. Планируется строительство водоотводного канала реки Галка.

## Данные водного реестра
По данным государственного водного реестра России относится к Иртышскому бассейновому округу, водохозяйственный участок реки — Сосьва от истока до водомерного поста у деревни Морозково, речной подбассейн реки — Тобол. Речной бассейн реки — Иртыш.
Код объекта в государственном водном реестре — 14010502412111200010509.